# 林川镇
林川镇是中华人民共和国浙江省温州市瑞安市下辖的一个镇。
2015年12月25日，浙江省人民政府批复同意调整湖岭镇管辖范围，增设林川镇，镇政府驻石埠坪村。

## 行政区划
林川镇下辖以下村级行政区划单位：
金岩头村、溪坦村、林源村、上园村、林溪村、东南社村、平和村、陈雅山村、岭雅村、新川村、岭下村、川和村、对川村和金坪村。